# قلعة المقبرة

تعديل مصدري - تعديل

قلعة المقبرة هي إحدى قرى عزلة سرار بمديرية سرار التابعة لمحافظة أبين، بلغ تعداد سكانها 23 نسمة حسب تعداد اليمن لعام 2004.